# Andrei Conțolenco
Andrei Conțolenco (n. 22 iunie 1938, Caraorman, România) este un fost canoist român de sprint care a concurat în anii 1960. A câștigat o medalie de argint în proba K-4 de 1000 m la Campionatele Mondiale ICF de canoe sprint din 1963 de la Jajce.
Conțolenco a terminat, de asemenea, pe locul 7 la proba K-1 1000 m⁠(d) la Jocurile Olimpice de vară din 1968 de la Ciudad de México.

## Distincții
- Ordinul Muncii clasa a III-a (15 februarie 1963) „pentru victoriile obținute în anul 1962 pe plan internațional în întrecerile de rugbi și sporturi nautice”[3]